# Rodrigo Perez Manrique de Lara

Armas primitivas da Casa de Lara.

Armas da Casa Manrique de Lara, uma variante da Casa de Lara.

Rodrigo Perez Manrique de Lara (m. depois de 1208), senhor  de Montpézat.
Foi filho de  Pedro Manrique de Lara, visconde de Narbona e de sua terceira esposa Mahalda.  Estava mais relacionado com Narbona e aparece na documentação em 1202 quando intercambiou umas propriedades com seu irmão Gonçalo e em 1203 confirmou uma doação de seu tio Fernando Nunes de Lara.